# L'avviso ai maritati
L'avviso ai maritati és una òpera en un acte composta per Domenico Cimarosa sobre un llibret italià de Francesco Gonnella. S'estrenà al Teatro dei Fiorentini de Nàpols el 1780.
Alguns autors dubten de l'autoria d'aquesta òpera.